# Zwischenschein

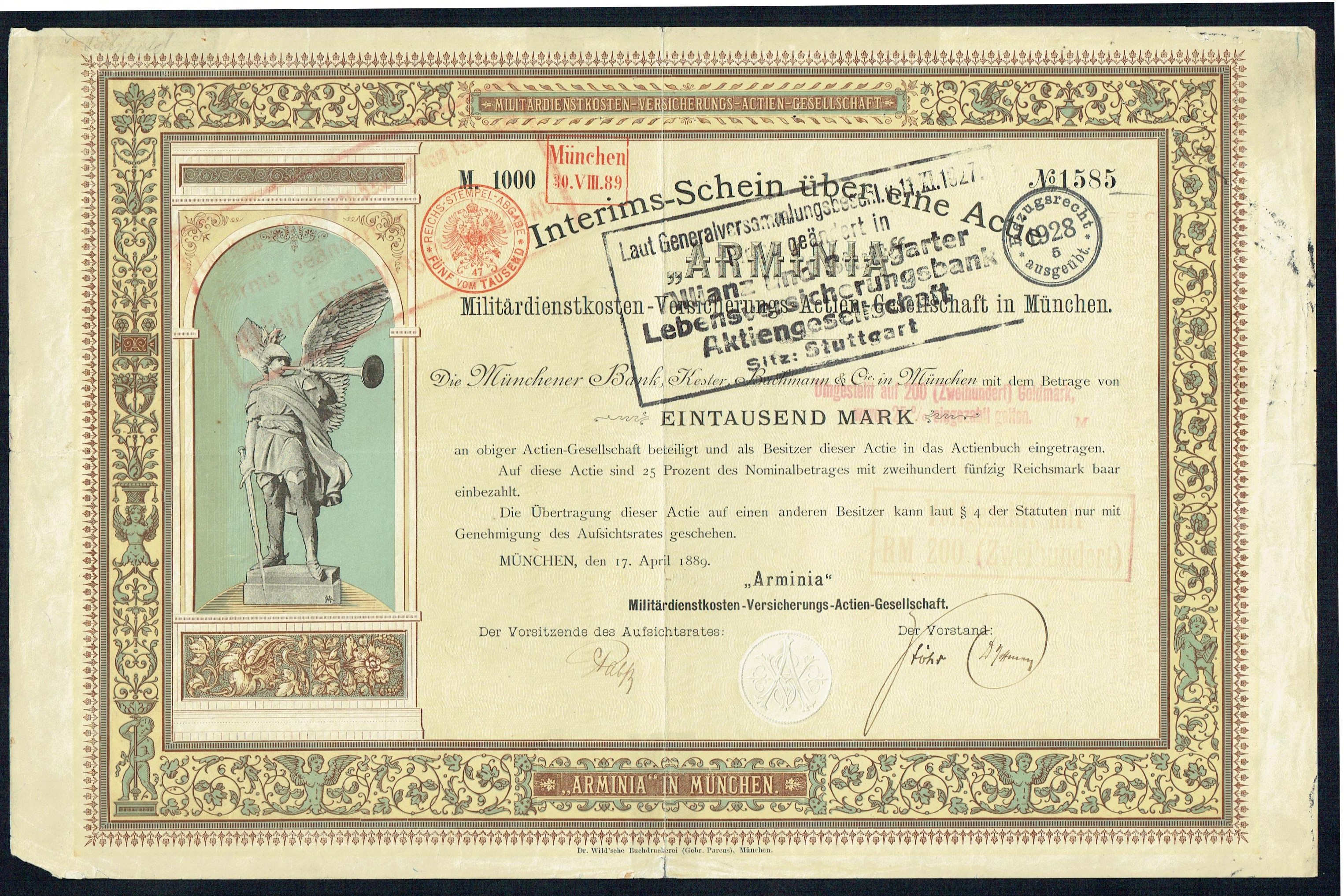
Interimsschein der Arminia Militärdienstkosten-Versicherungs-AG vom 17. April 1889

Der Zwischenschein (auch Interimsschein oder Anrechtsschein) ist im Aktien- und Wertpapierrecht ein Anteilschein, der als vorläufige Urkunde nach Unternehmensgründung oder bei einer Kapitalerhöhung einer Aktiengesellschaft vor Ausstellung der endgültigen Aktienurkunde an die Aktionäre ausgegeben wird.

## Allgemeines
Die eigentlichen Aktienurkunden müssen als Wertpapiere arbeits- und zeitaufwändig in einem besonderen Druckverfahren hergestellt werden. Der Zeitraum bis zur Emission der eigentlichen Aktienurkunden wird durch einen Zwischenschein überbrückt. Ein Zwischenschein bescheinigt vorläufig den Besitz von Wertpapieren vor ihrer endgültigen Ausfertigung und kann damit auf dem Sekundärmarkt gehandelt werden. Er hat heute erheblich an Bedeutung verloren, da die meisten Aktien als Wertrechte in Form von Globalaktien ausgegeben und keine effektiven Stücke geliefert werden.

## Rechtsnatur
Der Zwischenschein ist gemäß § 1 Abs. 1 DepotG ein Wertpapier. Der Rechtsbegriff des Zwischenscheins ist in § 8 Abs. 6 AktG erwähnt. Er wird danach den Aktionären vor der Ausgabe der Aktien erteilt. Er ist wie Scheck, Wechsel und Namensaktie ein geborenes Orderpapier, das kraft Gesetzes eine Orderklausel enthält und nur durch dingliche Einigung, Indossament und Übergabe übertragen werden kann. Ein Zwischenschein muss gemäß § 10 Abs. 3 AktG auf den Namen des Berechtigten lauten. Auf den Zwischenschein werden ausdrücklich die gleichen Vorschriften des AktG wie auf Aktien angewendet (§ 8 Abs. 6 AktG).
Zwischenscheine verbriefen das volle, durch Eintragung entstandene Mitgliedschaftsrecht bis zur endgültigen Ausgabe der Aktien vorläufig. Der Zweck von Zwischenscheinen ist es, den Aktionären schon vorher vorläufige verkehrsfähige Urkunden über ihr Mitgliedschaftsrecht ausstellen zu können. Ein spektakulärer Gerichtsprozess brachte im April 2023 zum Vorschein, dass eine Aktiengesellschaft jahrelang ausschließlich Zwischenscheine ausgab, bei denen sich Zweifel ergaben, ob eine zivilrechtlich einwandfreie Veräußerung durch Einigung/Indossament/Übergabe erfolgt war.

## Verfahren
Zwischenscheine werden als vorläufige Bescheinigung über den (künftigen) Aktienbesitz ausgestellt. Sobald die endgültigen Aktien erstellt worden sind, werden die Zwischenscheine eingezogen und durch diese ersetzt. Zwischenscheine dürfen erst nach der Eintragung der jungen Aktien ins Handelsregister ausgegeben werden.
Früher gab eine Zeit lang den Betrugstatbestand, ahnungslosen Anlegern internationale Zwischenscheine zu verkaufen, wobei sich später herausstellte, dass die angepriesenen Aktiengesellschaften nicht einmal gegründet waren, wodurch ein Totalverlust entstand.